# Порт-Глазго Атлетік
«Порт-Глазго Атлетік» (англ. Port Glasgow Athletic F.C.) — шотландський футбольний клуб з міста Порт-Глазго, створений 1878 року. У 1902—1910 роках виступав у вищому дивізіоні Швейцарії, але у 1912 році був розформований. Лише 2018 року команда була відновлена на аматорському рівні.

## Історія
Клуб був утворений в 1878 році і спочатку називався «Бродфілд» (англ. Broadfield), змінивши назву на «Порт-Глазго Атлетік» в 1881 році.
З 1893 року клуб став виступати у Другому дивізіоні Шотландської футбольної ліги. Вигравши його за підсумками сезону 1901/02 клуб вийшов до Першого дивізіону, вищої ліги Шотландії на той час, де грав протягом восьми сезонів. У Кубку Шотландії найвищим результатом команди був півфінал в сезонах 1898/99 і 1905/06. За підсумками сезону 1909/10 клуб зайняв останнє місце і понизився у класі. А вже після наступного сезону через фінансові проблеми клуб було виключено з Шотландської футбольної ліги. В наступному сезоні 1911/12 клуб виступав під егідою альтернативного органу Шотландського футбольного союзу, втім ще по ходу змагань знявся з турніру і припинив існування.
У 2018 році «Порт-Глазго Атлетік» був відновлений і став виступати у регіональній аматорській лізі Strathclyde Saturday Morning Amateur Football League (SSMAFL).